# 美馬市立岩倉中学校
美馬市立岩倉中学校（みましりつ いわくらちゅうがっこう）は、徳島県美馬市脇町別所にある公立中学校。
川原柴分校（かわらしばぶんこう）が脇町字川原柴221番地にあるが、現在は休校中である。

## 沿革
- 1947年 - 学制改革により、徳島県美馬郡岩倉村岩倉中学校を創立。
- 1951年 - 町制施行により、徳島県美馬郡岩倉町岩倉中学校と改称。大谷分校と川原柴分校が開校。
- 1958年 - 町村合併により徳島県美馬郡脇町岩倉中学校と改称。
- 1964年 - 大谷分校が脇町中学校の分校として管轄変更。
- 2005年 - 市町村合併により美馬市立岩倉中学校となる。

## 校訓
- 清新

## 校歌
- 作詞: 島村万舞
- 作曲: 川人利夫

## 通学区域が隣接している学校
- 美馬市立脇町中学校
- 美馬市立三島中学校
- つるぎ町立貞光中学校
- 美馬市立美馬中学校
- 香川県高松市立塩江中学校

## 卒業生
- 平野誠 - 野球選手